# Francesco Ferrucci

Effigie di Francesco Ferrucci in un francobollo coloniale italiano del 1930

Raffigurazione di Francesco Ferrucci all'assedio di Volterra in un francobollo coloniale italiano del 1930

Francesco Ferrucci, noto anche come Francesco Ferruccio (Firenze, 14 agosto 1489 – Gavinana, 3 agosto 1530), è stato un generale italiano, al servizio della Repubblica di Firenze.

## Biografia

### I primi anni

Maramaldo uccide Ferrucci, francobollo delle poste italiane emesso per il 4º centenario della morte di Francesco Ferrucci - 10 luglio 1930

Francesco Ferrucci era nato a Firenze il 14 agosto del 1489 da una famiglia di mercanti in una casa ancor oggi esistente in via Santo Spirito dove dopo la sua morte fu posta una targa commemorativa.
Suo padre lo avrebbe voluto mercante ma il suo carattere impulsivo e deciso gli faceva preferire la caccia alla mercatura. Da ragazzo aveva fatto parte dei “fanciulli del Savonarola”, capeggiando la parte più intollerante nel sequestrare e distruggere gli oggetti accusati di essere espressione di lusso, "impudicizia" o paganesimo.
Una sua descrizione fisica la fornisce Filippo Sacchetti: "Uomo di alta statura, di faccia lunga, naso aquilino, occhi lacrimanti, colore vivo, lieto nell'aspetto, scarzo nelle membra...". Dotato di carattere esuberante, era propenso a far valere le proprie ragioni con la violenza. Nonostante questo, però, riuscì nel 1519 ad assumere l'incarico di podestà a Larciano, nel 1523 a Campi Bisenzio e nel 1526 a Radda in Chianti. Quando i Medici vennero cacciati da Firenze, nel 1527, Francesco, all'età di trentotto anni, entrò a far parte delle famose "Bande Nere".
Nelle complicate vicende belliche e politiche di quel periodo, Firenze si trovò ad essere seriamente minacciata dall'esercito dell'Imperatore Carlo V d'Asburgo, col quale il papa Clemente VII aveva creato un'alleanza nella speranza di restaurare nella capitale toscana la sua casata, quella dei Medici.

### Commissario di Empoli
Nel 1528, Donato Giannotti, successore di Niccolò Machiavelli come storico e come segretario dei “Dieci della Guerra”, conscio dell'esperienza bellica del Ferrucci, lo nominò Commissario ad Empoli, castello importantissimo per il vettovagliamento dei centomila abitanti di Firenze.
Ad Empoli Ferrucci si distinse nei preparativi che precedettero l'Assedio di Firenze: fortificò le sponde dell'Arno, per permettere l'arrivo dei rifornimenti a Firenze anche in caso di assedio, radunò vettovaglie d'ogni tipo, curò l'addestramento delle poche milizie a sua disposizione ed infine fece tagliare alla base le torri perimetrali della cinta muraria per impedire che i tiri d'artiglieria le facessero rovinare creando dei ponti di macerie sui quali la fanteria nemica avrebbe potuto superare le mura.

### L'assedio di Volterra
Tali preparativi furono completati appena poco prima che l'esercito imperiale, composto principalmente da Lanzichenecchi e altre truppe mercenarie, sotto il comando di Filiberto d'Orange, sconfitte le truppe fiorentine a Perugia e conquistata Arezzo, ponessero l'assedio a Firenze.
Poco tempo dopo, Volterra si ribellò a Firenze e la Signoria, con la nomina a Commissario di Campagna delle genti dei fiorentini, impose a Francesco Ferrucci di lasciare momentaneamente il caposaldo empolese per riconquistare la città.
Al tramonto del 27 aprile 1530, l'esercito di Ferrucci, composto da 4 compagnie di cavalleria e 7 di fanteria, assalì i bastioni e le trincee che bloccavano via della Fiorenzuola e dopo una sanguinosa battaglia, cui partecipò in prima linea lo stesso comandante, espugnò le posizioni dei volterrani.
A questo punto il Ferrucci non si fermò ma cominciò l'assalto alle posizioni nemiche presso piazza di Sant'Agostino conquistandole non senza lotta finché la notte interruppe i combattimenti.
La mattina seguente, Ferrucci inviò un messo ai volterrani minacciando che avrebbe messo a ferro e fuoco la città se questa non fosse ritornata all'obbedienza di Firenze. I volterrani, esausti dai combattimenti e privi di rinforzi, accettarono.
Poco tempo dopo, giunse a Volterra un distaccamento dell'esercito spagnolo, agli ordini di Fabrizio Maramaldo, un capitano di ventura, che pose prontamente l'assedio alla città ma, prima di iniziare la battaglia, il mercenario calabrese inviò un messo, altri affermano un tamburino, per intimare la resa a Ferrucci. Questi impose al messo di ritirarsi immediatamente aggiungendo che lo avrebbe impiccato se si fosse ripresentato.
Pochi giorni dopo Maramaldo inviò nuovamente presso la città quello stesso messaggero con l'incarico di seminare discordie tra i cittadini, al che Ferrucci mantenne la parola e lo impiccò, facendo infuriare Maramaldo.
Questi, trasferito il suo campo a San Giusto, comandò di scavare delle trincee per avvicinarsi alle mura ma una sortita dei difensori gli impedì di compiere l'opera.
Nel frattempo, il 29 maggio, Andrea Giugni, commissario di Empoli, corrotto dall'oro imperiale, dopo un breve assedio consegnò la città che fu violentemente saccheggiata.
Il 13 giugno il Maramaldo, ricevuti come rinforzi le truppe di ritorno da Empoli, tentò un nuovo assalto a Volterra ma Ferrucci, sebbene ferito, non cedette, imponendosi anzi sul nemico cui la sconfitta costò oltre 500 morti.
La settimana seguente, dopo un altro assalto, ancora una volta fallito, Maramaldo lasciava Volterra per Firenze, carico di odio e rancore verso Ferrucci per l'umiliante disfatta.
Intanto la vittoria di Volterra entusiasmò i fiorentini, i quali ebbero modo di confrontare la condotta di Ferrucci con quella del Comandante Generale Malatesta Baglioni, sul quale ogni giorno di più s'addensavano sospetti di tradimento.

### La battaglia di Gavinana

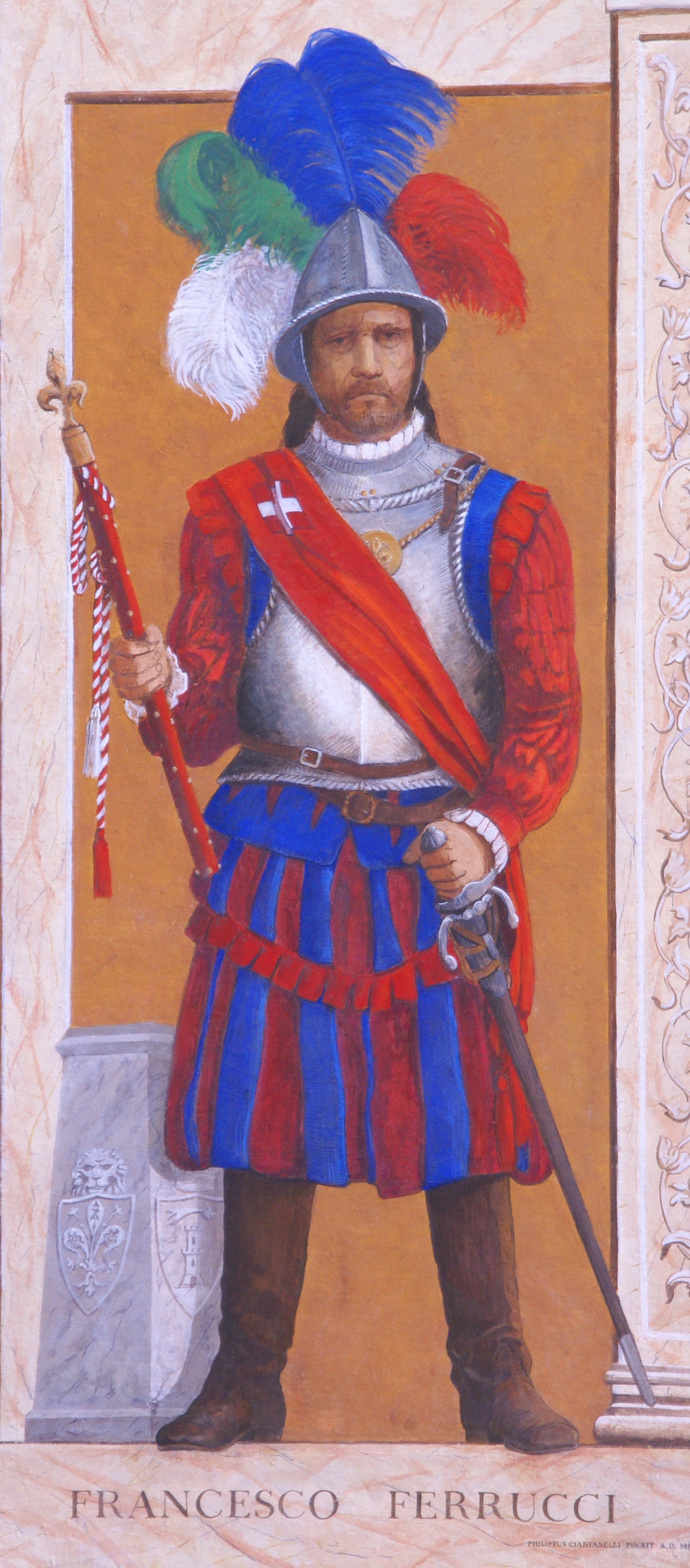
Francesco Ferrucci in un dipinto di Filippo Cianfanelli, esposto attualmente nella Sala delle Miniature di Palazzo Vecchio a Firenze

Dopo la battaglia, Francesco Ferrucci si ritirò a Pisa dove ricevette l'ordine dalla Repubblica Fiorentina di raccogliere più uomini possibile per poi tagliare i rifornimenti all'esercito imperiale ed infine tentare la liberazione della città mentre contemporaneamente la guarnigione sarebbe uscita per attaccare la retroguardia degli imperiali.
Il piano non era sbagliato, ma Malatesta Baglioni non ebbe fiducia nel progetto e propose invece al nemico patti di resa, dando così allo stesso comandante degli imperiali, Filiberto di Chalon, principe d'Orange, tempo sufficiente per abbandonare le colline a sud di Firenze per andare incontro alle truppe del Ferrucci.
Poiché la via che risaliva da Pisa lungo il corso dell'Arno era ormai in mano alle truppe imperiali, Ferrucci fu costretto, nonostante la precaria salute, a salire verso l'Appennino, passando da Collodi.
Nell'ultima lettera di Francesco Ferrucci scritta in Calamecca si legge:
Ferrucci, dopo aver fatto un consiglio di guerra a San Marcello Pistoiese, il 3 agosto 1530 uscì in campo aperto e tentò un ultimo scontro per spezzare l'assedio in quella che divenne la battaglia di Gavinana. Il capo delle truppe imperiali Filiberto di Chalon venne ucciso nel combattimento da due colpi di archibugio, ma Ferrucci venne sopraffatto da forze preponderanti, rimase di nuovo ferito e con i pochi superstiti si arrese decretando la fine della battaglia. Fabrizio Maramaldo si fece condurre il prigioniero sulla piazza di Gavinana ed ordinò:
Poiché i soldati non osarono alzare le mani sul comandante fiorentino ferito, lo disarmò e contro tutte le regole della cavalleria si vendicò delle offese precedenti, ferendolo a sangue freddo e lasciandolo poi trucidare dai suoi soldati. Le cronache tra loro non concordano sul tipo di ferita inferta a Ferrucci, che viene indicata alternativamente al petto, o alla gola, o al viso, mentre tutte riportano che Francesco Ferrucci prima di spirare gli abbia rivolto con disprezzo le celebri parole:

o più fiorentinamente 
Lo storico Paolo Giovio (1483-1552), invece, descrisse in questi termini il dialogo tra Fabrizio Maramaldo e Francesco Ferrucci:
Dieci giorni dopo Firenze si arrese agli imperiali e dovette accettare il rientro dei Medici.
Il sacrificio di Ferrucci è diventato, in epoca risorgimentale, emblema del sentimento di orgoglio nazionale, e il nome del suo aggressore (Maramaldo) è divenuto, per antonomasia, sinonimo di "uomo malvagio, spavaldo e prepotente soprattutto con i deboli, gli indifesi, gli sconfitti" (essere un "maramaldo", atto "maramaldesco", "maramaldeggiare").

## Commemorazioni
- Il condottiero fiorentino è citato nella quarta strofa dell'Inno di Mameli:

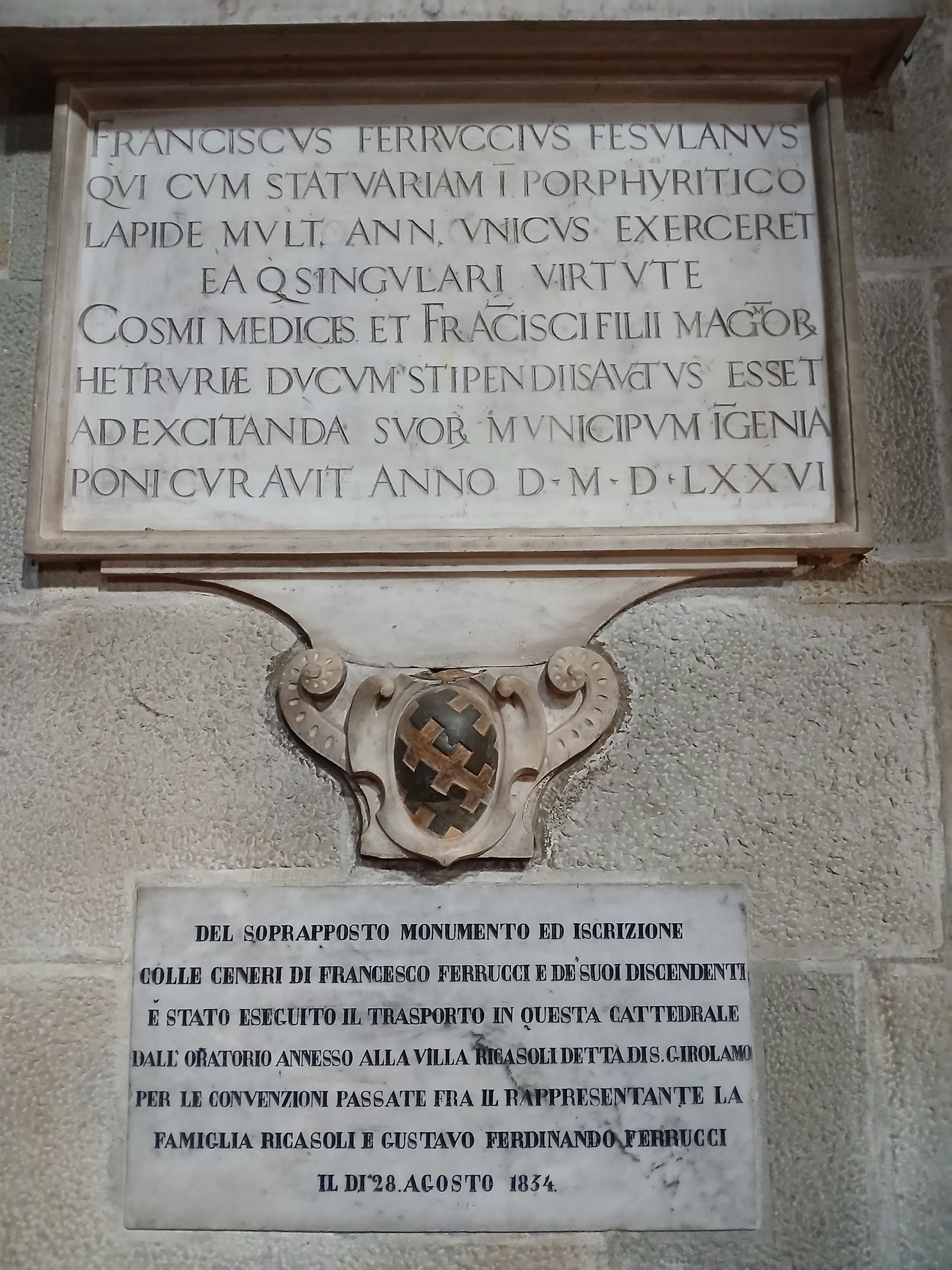
Iscrizione nel duomo di Fiesole dalla quale si desume che il Ferrucci fosse di questa città

- Nella piazza centrale di Calamecca, intitolata al condottiero fiorentino, l'8 giugno 1879 venne apposta una lapide da Le Società Pesciatine di Ginnastica e di Mutua Istruzione, a ricordo del passaggio del Ferrucci. L'iscrizione del prof. Ciro Goiorani, poeta e patriota del Risorgimento, accosta la figura del Ferrucci a quella del re di Sparta Leonida, che con un pugno di uomini si sacrificò per il popolo greco nell'epica battaglia delle Termopili:  "Il dì pria che spirasse / sulle pistoiesi Termopili / l’anima che fu in lui Leonida / qui sostò Francesco Ferrucci / coi morituri campioni / della repubblica fiorentina / vittima pattuita / d'un bacio pontificio imperiale / emulato in infamia non superato in viltà / dal pugnale di Maramaldo".[9]
- Nella piazza centrale di Gavinana, oggi una frazione del comune di San Marcello Piteglio, si può ammirare, dal 22 agosto 1920[10][11], la statua equestre del condottiero fiorentino, opera dello scultore suo concittadino Emilio Gallori.
- Nel 2024, il giovane autore Mario Ciarimboli dedica a Francesco Ferrucci una tragedia in cinque atti e in endecasillabi sciolti; la tragedia riprende le vicende del Ferrucci dai mesi di Volterra fino alla battaglia di Gavinana.
- Nell'agosto 1929, in vista del quattrocentenario della morte, fu acquistata e restaurata la casa ex Battistini nella Piazza principale di Gavinana, sulla cui soglia, secondo la tradizione, Ferrucci morì.
- La sua casa natale si trova a Firenze in via Santo Spirito (zona Oltrarno) ed è segnalata da una targa commemorativa.
- A San Marcello Pistoiese, una targa commemorativa di un edificio sito in via Roma ricorda il suo breve passaggio in paese.

D'intesa con la famiglia Ricasoli, i resti del Ferrucci sono stati traslati nella cattedrale di Fiesole nel 1834.